# 照菊

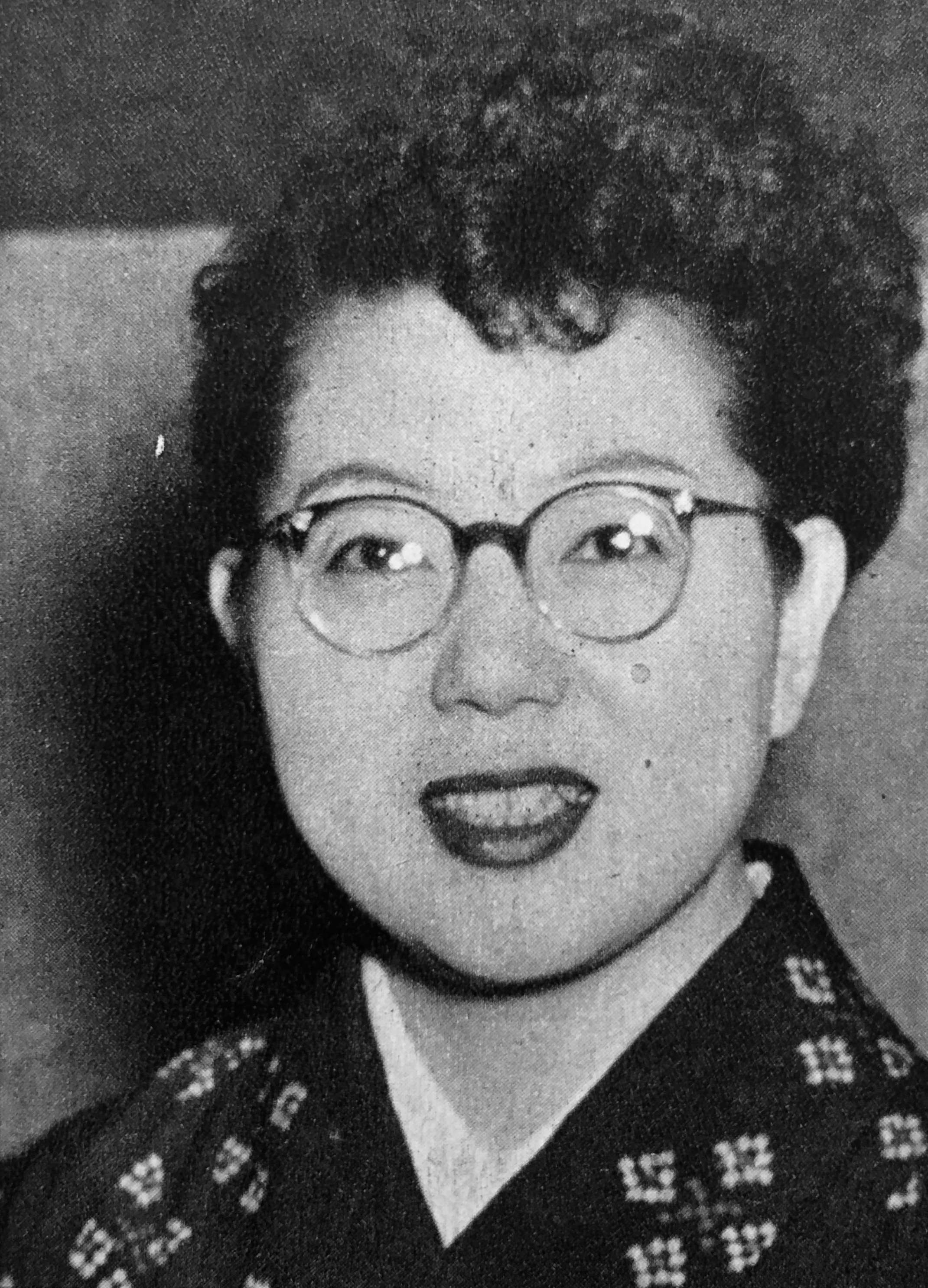
照菊（1954年）

照菊（てるぎく、1924年（大正13年）‐ 1988年（昭和63年））は日本の歌手。本名：飛田静江。

## 経歴
1924年(大正13年)、東京都葛飾で生まれる。本名、飛田静江。花柳界出身。作曲家大村能章が設立した日本歌謡学院の門下生となり、1947年(昭和22年)9月、「出島かもめ」（高橋掬太郎作詞・大村能章作曲）でキングレコードからデビュー。1949年(昭和24年)、『後追い笠』がヒット。1951年(昭和26年)には新橋喜代三が歌った『明治一代女』をカバーし、リバイバルヒットした。
しばらくヒットから遠ざかっていたが、1953年(昭和28年)、古くから熊本県で唄われていた民謡「五木の子守唄」を吹き込み大ヒットとなる。当時のレコード店向けのパンフレットには「この一枚こそ出色の出来栄えとして自負して憚らぬ照菊一世一代の傑作盤」と記され宣伝された。このヒットにより、一躍キングレコードの人気日本調歌手となる。1955年(昭和30年)、春日八郎のヒット曲お富さんのアンサーソングとして発売された『与三さん』がヒットした。
1956年(昭和31年)12月31日、東京宝塚劇場で開催された第7回NHK紅白歌合戦に『恋の迷い鳥』で初出場（詳細は下記参照）。
1958年(昭和33年)、キングレコード文芸部のディレクターだった和田寿三と結婚、キングレコードを退社し一時引退した。
数年後に歌手復帰し、昭和40年代の懐メロブームでは「なつかしの歌声」などの番組に出演。40年代後半にはキングから日本コロムビアに移籍し、数多くの民謡や端唄、流行歌を吹き込んだ。
1988年(昭和63年)、死去。享年64。

## 代表曲(流行歌)[1]
1949年(昭和24年)1月　『後追い笠』
1951年(昭和26年)9月　『明治一代女』
1954年(昭和29年)8月　『野球けん』
　　　　　　　　　　　共唱:若原一郎
1955年(昭和30年)2月　『与三さん』
　　　　　　　　5月　『後追い三味線』
1956年(昭和31年)4月　『お軽と勘平』
　　　　　　　　　　　共唱:春日八郎
　　　　　　　　8月　『恋の迷い鳥』

## 代表曲(民謡)[2]
1953年(昭和28年)12月　『五木の子守唄』『ひえつき節』
1956年(昭和31年)5月　『秩父音頭』
1957年(昭和32年)9月　『長崎ぶらぶら節』

## NHK紅白歌合戦出場歴
| 年度/放送回              | 曲目         | 対戦相手 | 備考                             |
| ------------------------ | ------------ | -------- | -------------------------------- |
| 1956年（昭和31年）/第7回 | 恋のまよい鳥 | 瀬川伸   | ラジオ中継による音声が現存する。 |

## 主なテレビ出演
- なつかしの歌声（テレビ東京）